# باشگاه فوتبال استقلال کیش
باشگاه فوتبال استقلال کیش یک باشگاه فوتبالی در جزیره کیش در ایران که در آخرین سال ۱۳۸۵ در لیگ دسته یک آزادگان حضور داشت و اولین مدیر عامل این باشگاه ابراهیم خسروانی بود که همزمان مدیرعامل تجارت خانه جنوب نیز بود.  و این تیم در حاضر در لیگ دسته سوم بازی می‌کند.

## مربیان
- علی کریمی
- ایمان اسفندیاری
- گودرز حبیبی
- کریم بوستانی